# Knut Kroon
Knut William Kroon, kallad "Knutte", född 19 juni 1906 i Helsingborg, död 27 februari 1975, var en svensk fotbollsspelare som enligt flera bedömare var Sveriges bästa ytter under sin tid
Kroon innehar rekordet för flest allsvenska mål i Helsingborgs IF genom tiderna, 141 stycken.

## Karriär

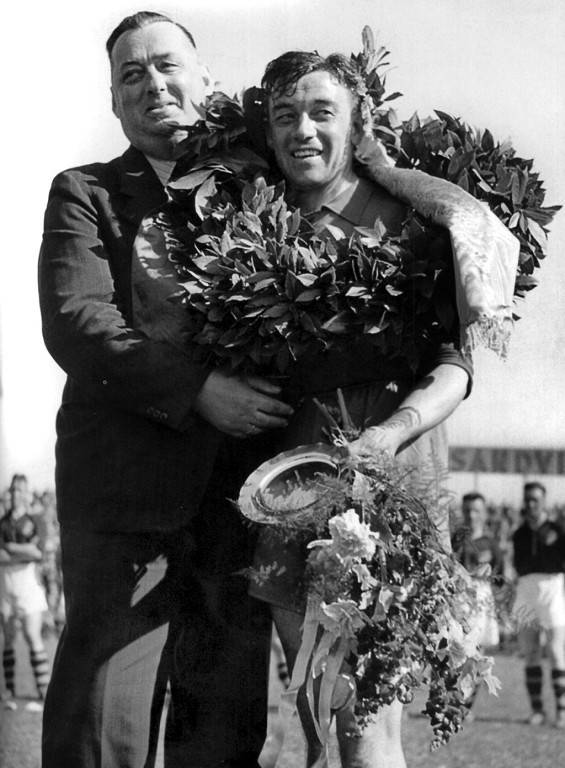
Kroon tillsammans med tränaren "Bill" Petersson, efter sin 500:e match i HIF

Kroon kom till Hälsingborgs IF från Stattena IF vid 19 års ålder år 1925. Samma år gjorde han även landslagsdebut i matchen mot Polen i Krakow, där Sverige vann med 6–2. Redan under sin första säsong i klubblaget gjorde han sex mål i en och samma match när HIF krossade IFK Malmö med 9–1. Säsongen 1928/29 gjorde Kroon Sveriges snabbaste hattrick genom tiderna när han gjorde tre mål i rad inom loppet av 2 minuter och 57 sekunder på IFK Eskilstuna i en match som slutade 13–1 till HIF. Under Kroons tid i Hälsingborgs IF upplevde klubben sin storhetstid, med fem allsvenska segrar åren 1929, 1930, 1933, 1934 och 1941. Då HIF även vann Svenska cupen 1941 var Kroon med när klubben som första svenska lag tog hem "dubbeln".
Kroon var en mycket teknisk spelare med gott spelsinne. Efter åttondelsfinalen mot Argentina i VM i fotboll i Italien år 1934, där han stod för det avgörande 3–2-målet, berömde den italienska sporttidningen La Gazzetta dello Sport skåningen genom att skriva: "Den ende svensk som i tekniskt hänseende kunde jämföras med argentinarna var Kroon." Han kunde verka som både målgörare och framspelare och hans passningar höll ofta millimeterprecision. Han var däremot inte särskilt snabb och inte mycket av en huvudspelare. De båda före detta storspelarna och UK-cheferna Harry Lundahl och Putte Kock klassade honom som Sverige bäste vänsterytter genom tiderna. Sveriges förste egentliga fotbollsstjärna, Erik Börjesson, ansåg att Kroon var Sveriges bäste utespelare över huvud taget. Inför Helsingborgs IF:s 100-årsjubileum 2007 togs Kroon ut som vänsterytter i "Tidernas bästa HIF-elva" av Helsingborgs Dagblad.
Under den 10 år långa landslagskarriären var Kroon bland annat med om VM 1934 där han i Sveriges första VM-match genom tiderna, mot Argentina, gjorde det avgörande 3-2-målet. Kroon var sedan också uttagen i Sveriges fotbollstrupp till OS 1936. Där fick han dock ingen speltid i den för Sverige så nesliga 3–2-förlusten mot Japan.
Redan 1928 blev Kroon, efter att ha gjort tillräckligt många landskamper, förärad Stora grabbars märke.

### Rekord i mål[2]
Kroon innehar rekordet för det snabbast gjorda hat-tricket i Allsvenskan. Han gjorde tre mål inom loppet av 2 minuter och 57 sekunder då IFK Eskilstuna besegrades på Olympia den 21 oktober 1928. Matchen slutade till sist 13–1. Han är också den HIF:are med flest gjorda mål i en match: sex stycken då IFK Malmö slogs tillbaka med 9–1 14 augusti 1925.
Kroon är bokförd för sammanlagt 141 allsvenska mål och med det är han HIF:s främste allsvenska målskytt genom tiderna.

## Meriter

### I landslag
Sverige
- Uttagen till VM: 1934 (spelade i Sveriges båda matcher)[4]
- Uttagen till OS (1): 1936 (ingen speltid)
- 35 landskamper, 18 mål

### I klubblag
Hälsingborgs IF
- Allsvensk seriesegrare (5): 1928/29, 1929/30, 1932/33, 1933/34 och 1940/41. (Av dessa räknas endast de 3 sistnämnda som SM-guld då Allsvenskan fick SM-status först säsongen 1930/31)
- Svenska cupen (1): 1941

### Individuellt
- Stora grabbars märke, 1928

### Webbkällor
- Knutsson, Knut (15 oktober 2007). "Yttern som skrev historia på rekordtid". Helsingborgs Dagblad, den 15 oktober 2007. Läst 28 november 2008
- Stora grabbar, svenskfotboll.se, läst 20140304
- Svenska landslagsmän svenskfotboll.se